# NGC 1602
NGC 1602 is een onregelmatig sterrenstelsel in het sterrenbeeld Goudvis. Het hemelobject werd op 5 december 1834 ontdekt door de Britse astronoom John Herschel.

## Synoniemen
- PGC 15168
- ESO 157-32
- AM 0426-550
- IRAS 04267-5510